# Sara Vickers
Sara Vickers, född i Strathaven i Skottland, är en brittisk skådespelerska. Hon växte upp i Edinburgh i bostadsområde Leith. Blev nominerad Ian Charleson Awards.  Hon har spelat många år på West End i London.

## Filmografi
- Endeavour (TV-serie) (Unge kommissarie Morse) 2013– TV-serie
- Shetland (TV-serie) 2016 TV-serie
- Sunshine on Leith 2013